# Vaalimaa

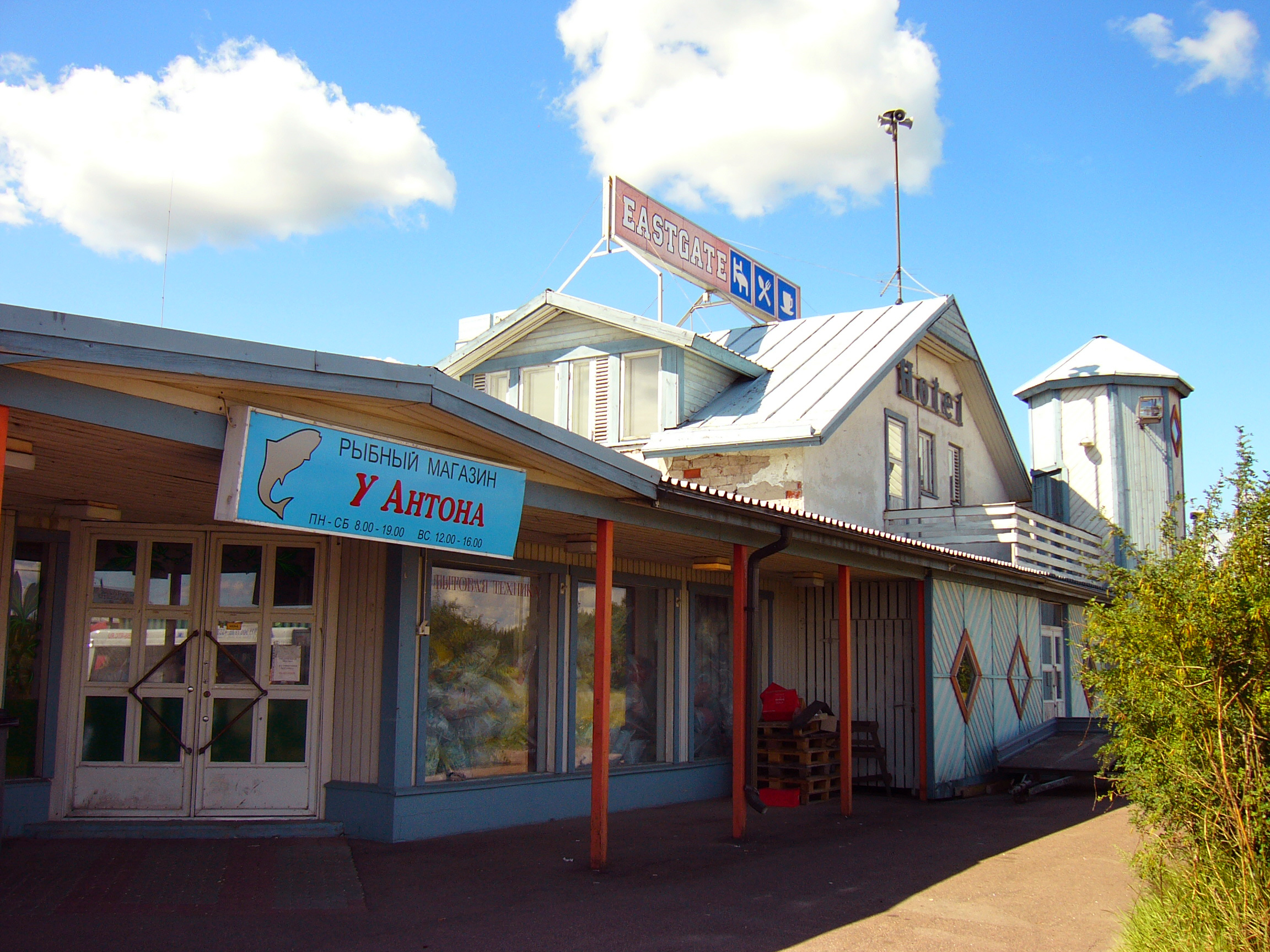
Obchod a hotel na hraničním přechodu Vaalimaa

Vaalimaa je vesnice ve Finsku, poblíž státní hranice s Ruskem. Je součástí obce Virolahti.
Ve Vaalimaa se nachází silniční hraniční přechod, který je s více než 2 miliony překročení ročně nejfrekventovanějším hraničním přechodem na finsko-ruské hranici, která je zároveň hranicí Evropské unie a Ruska.
Hraniční přechod je pověstný dlouhými frontami. Kolem Vánoc roku 2007 zde mohla být dokonce 50–60kilometrová řada kamionů. Fungování hraničního přechodu je ovlivněno činností ruské celnice, ruské pohraniční kontroly a některých dalších ruských úřadů v Torfjanovce.